# Rupert Penry-Jones
Rupert William Penry-Jones (nascido a 22 de Setembro de 1970) é um actor inglês, conhecido pelo seu papel como Adam Carter na série de televisão britânica Spooks.

## Vida familiar
Rupert nasceu em Londres, filho do actor galês Peter Penry-Jones e da actriz britânica Angela Thorne. O seu irmão, Laurence Penry-Jones, também é actor.
Foi educado na Dulwich College, no sudeste londrino.
Em 1995 contracenou com a sua mãe na série televisiva Cold Comfort Farm.
Em finais da década de 1990, Rupert namorou por um breve periodo com a cantora Kylie Minogue.
Casou-se com a actriz irlandesa Dervla Kirwan em Agosto de 2007 depois de um noivado de três anos. Os dois conheceram-se quando contracenaram juntos numa peça de teatro chamada Dangerous Corner em 2001. Ambos apareceram na mini-série de televisão Casanova, transmitida pela BBC 3 em 2005, mas não partilharam cenas. Têm dois filhos: Florence, nascida a 1 de Maio de 2004, e Peter, nascido a 8 de Abril de 2006.
Rupert participou num episódio da série da BBC 1, Who Do You Think You Are (transmitida em Portugal no canal Zone Reality), em Agosto de 2010 onde descobriu que o seu avô paterno, William, tinha prestado serviço no Regimento Médico Indiano na Batalha de Monte Cassino em Itália e que os seus antepassados tinham uma antiga ligação ao exército indiano. Descobriu também que tem uma antepassada anglo-indiana que viveu no inicio do século XIX.

## Filmografia
| Ano  | Filme                   | Papel                  | Notas                                               |
| ---- | ----------------------- | ---------------------- | --------------------------------------------------- |
| 1994 | Black Beauty            | wild-looking young man |                                                     |
| 1994 | Fatherland              | SS Cadet Hermann Jost  | Telefilme                                           |
| 1995 | Cold Comfort Farm       | Dick Hawk-Moniter      | Telefilme                                           |
| 1995 | Absolutely Fabulous     | boy at party           | Série de televisão (1 episódio: "The End")          |
| 1996 | Kavanagh QC             | Lt. Ralph Kinross      | Série de televisão (1 episódio: "The Burning Deck") |
| 1996 | Cold Lazarus            | militiaman/policeman   | Mini-série (2 episódios)                            |
| 1996 | The Ring                | Gerhard von Gotthard   | Telefilme                                           |
| 1996 | Faith in the Future     | Sam                    | Série de televisão (2 episódios)                    |
| 1997 | The Moth                | Stanley Thorman        | Mini-série                                          |
| 1997 | Jane Eyre               | St John Rivers         | Telefilme                                           |
| 1997 | Bent                    | guard on road          |                                                     |
| 1997 | Food of Love            | head office staff      |                                                     |
| 1998 | The Tribe               | Dietrich               |                                                     |
| 1998 | Hilary and Jackie       | Piers                  |                                                     |
| 1998 | Still Crazy             | young Ray              |                                                     |
| 1998 | The Student Prince      | The Prince             | Telefilme                                           |
| 1999 | Virtual Sexuality       | Jake                   |                                                     |
| 2000 | North Square            | Alex Hay               | Série televisiva (10 episódios)                     |
| 2001 | Charlotte Gray          | Peter Gregory          |                                                     |
| 2002 | The Four Feathers       | Tom Willoughby         |                                                     |
| 2002 | A Family Man            | Tarquin                |                                                     |
| 2003 | Cambridge Spies         | Donald Maclean         | Mini-séries (4 episódios)                           |
| 2003 | Agatha Christie: Poirot | Roddy Winter           | Série de televisão (1 episódio: "Sad Cypress")      |
| 2004 | Spooks                  | Adam Carter            | Série de televisão (41 episódios: 2004-2008)        |
| 2005 | Casanova                | Grimani                | Mini-série (3 episódios)                            |
| 2005 | Match Point             | Henry                  |                                                     |
| 2006 | Krakatoa: The Last Days | Willem Beijerinck      | Telefilme                                           |
| 2007 | Persuasion              | Capitão Wentworth      | Telefilme                                           |
| 2007 | Joe's Palace            | Richard Reece          | Telefilme                                           |
| 2008 | Burn Up                 | Tom                    | Mini-série (2 episódios)                            |
| 2008 | The 39 Steps            | Richard Hannay         | Telefilme                                           |
| 2009 | Whitechapel             | DI Joseph Chandler     | Série de televisão (6 episódios: 2009-2010)         |
| 2011 | Silk                    | Clive Reader           | Série de televisão (6 episodes)                     |
| 2011 | Manor Hunt Ball         | Laurence               |                                                     |
| 2012 | Treasure Island         | Squire Trelawney       | Telefilme                                           |
| 2015 | The Strain              | Mr. Quinlan            | Série                                               |